# 13 (album de Six Feet Under)
Pour les articles homonymes, voir 13 (homonymie).
Albums de Six Feet Under
Bringer Of Blood
(2003) Commandment
(2007)
13 est le 8e album studio de Six Feet Under.

## Liste des titres
1. Decomposition of the Human Race – 3 min 42 s
2. Somewhere in the Darkness – 3 min 53 s
3. Rest in Pieces – 3 min 08 s
4. Wormfood – 3 min 45 s
5. 13 – 3 min 07 s
6. Shadow of the Reaper – 3 min 38 s
7. Deathklaat – 2 min 35 s
8. The Poison Hand – 2 min 57 s
9. This Suicide – 2 min 21 s
10. The Art of Headhunting – 3 min 33 s
11. Stump – 3 min 11 s

## Membres du groupe
- Chant : Chris Barnes
- Guitare : Steve Swanson
- Batterie : Greg Gall
- Basse : Terry Butler